# Даниэла Скалия
Даниэла Скалия (родилась 9 ноября 1975 года в Вероне) — телеведущая и спортивная журналистка. Появляется в фильме 2016 года The Legacy Run, о вымышленном спортивном процессе с участием легенды итальянского кино Нино Кастельнуово, сценарий которого она написала в соавторстве с Лукой Трамонтеном.

## Ранние годы
Родилась и выросла в Вероне в 1975 году. Есть три сестры (Сара, Валерия и Клавдия). В 2000 году Скалия получила высшее образование в области иностранных языков и литературы в Вероне. Свободно владеет английским, итальянским и французским языками.

## Телевидение
Скалия начала свою профессиональную деятельность, обозревая волейбол и футбол для La Gazzetta Dello Sport, Supervolley и TMC2.
В 2004 году переехала в Sportitalia впервые вела новости в прямом эфире на национальном телевидении, а затем вместе с дочерней компанией представила Eurosport и несколько программ «Calcio Serie A e B».
Важный поворотный момент в её жизни наступил в 2007 году, когда она вместе с Лукой Трамонтеном стала ведущей официальной программы журнала Международного совета по регби (IRB) Total Rugby. Изначально шоу транслировалось более чем в ста странах без ведущих, но Скалиа и Трамонтин получили возможность изменить формат на «документальный разговор».
Корреспондент чемпионата мира 2007 года. Часто путешествовала для Si Rugby, для которого она писала вместе с Лукой Трамонтеном, Джанлукой Венециано и рекордсменом по регби Стефано Беттарелло. В журнале, часто освещался австралийский футбол, регблинг и другие менее известные виды игр.
С 2008 по 2010 год Скалия участвовала в ежедневном ночном шоу Prima Ora, а затем в дневных новостных программах Sportitalia.
В 2011 году написала и провела с Лукой Трамонтин шоу под названием «Овальная корзина». Соавтором Oval Bin был Джанлука Венециано.
Летом 2011 года, накануне чемпионата мира по регби в Новой Зеландии, Скалия вела сюрреалистичную, но исторически достоверную новостную программу под названием Story Kiwi TG. Где рассказывалось об истории регби в Новой Зеландии, о первом матче по регби в Нельсоне. В интервью Sportincondotta Скалия сказала, что сожалеет о том, что такая успешная программа была закрыта.
В январе 2013 года она вела хоккейный журнал ESP Hockey на Espansione TV вместе со своим давним партнером по телевидению Лукой Трамонтином.
В 2017 году FUNalysis: как следует из названия, Скалия и Трамонтин создали, спродюсировали и разместили на Sportitalia телешоу о невероятных аспектах самых отдаленных видов спорта. Предназначенная также для неспортивной аудитории, высококлассная программа охватывала юмористические и социальные аспекты «The Ashes» (крикетное столкновение между Австралией и Англией), важность гэльского футбола в самобытности, музыке и фольклоре, неправильные представления о весе, тренинг по поднятию тяжестей и многое другое.

## Сериал «Sport Crime»
В 2013 году Трамонтин и Скалия создали сериал под названием «Sport Crime». Сериал основан на спортивных исследованиях. В нём повествуется об истории агентства, базирующегося в Лугано. Каждая серия основана на отдельном виде спорта.
Скалия и Трамонтин появлялись на экране в качестве главных героев.

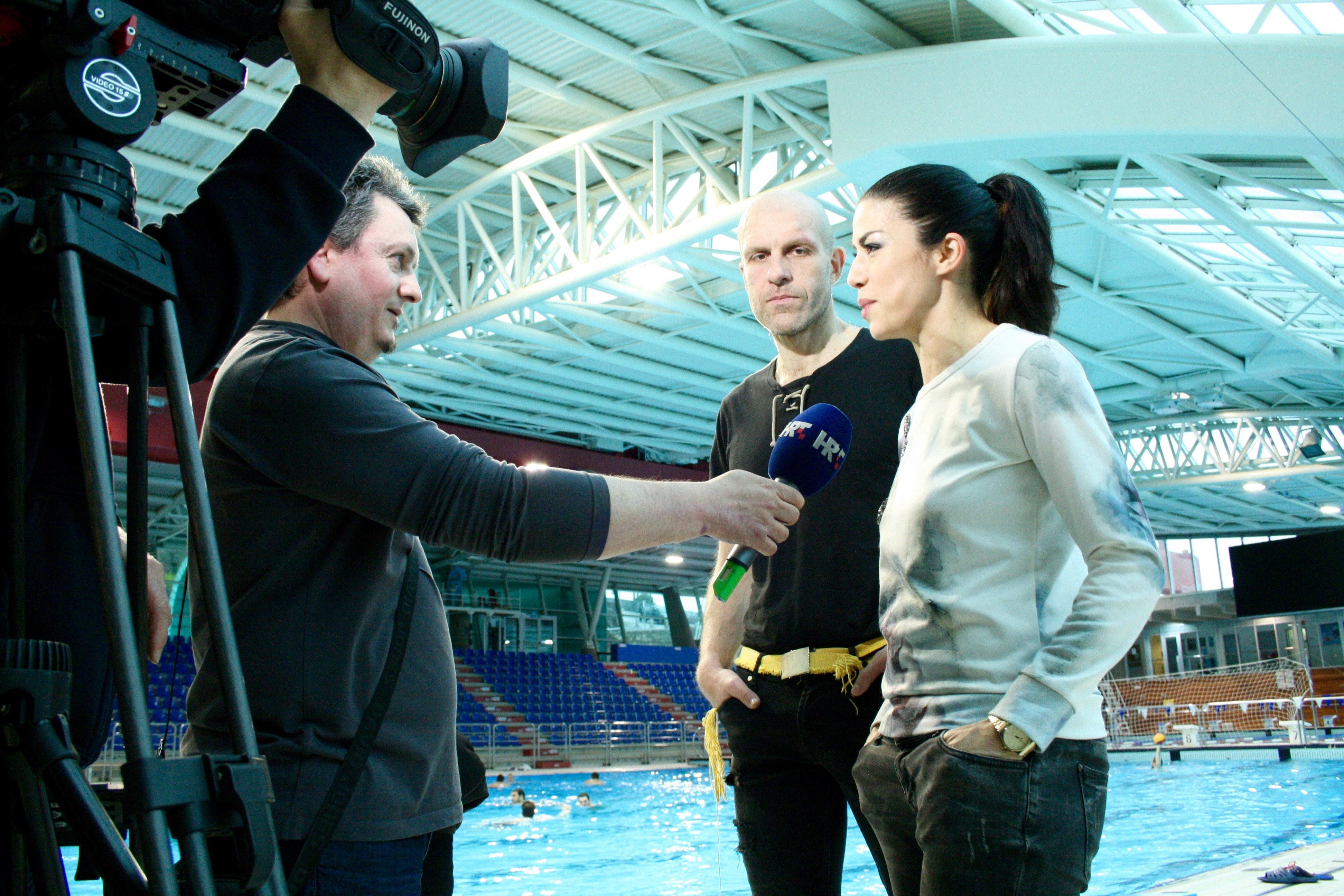
Скалия и Лука Трамонтин интервью 2016 года

Паре удалось запустить фильм в 2016 году The Legacy Run, в котором были представлены предполагаемые персонажи из Sport Crime. Фильм, снятый в Швейцарии и Хорватии, дебютировал 4 декабря 2016 года на швейцарском национальном телевидении.
Из неподтвержденных материалов, размещенных на IMDb, предположить, что сериал из шести серий мог быть произведён, но подробности недоступны.

## Журналы
С января 2020 года — обозреватель и заместитель редактора Sportdipiù. С апреля 2020 года ведёт колонку о спорте в фильмах и сериалах на Globetodays.
В журнале, ориентированном на предпринимателей, Gli Stati Generali Scalia опубликовала интервью, вызвавшее бурную дискуссию в сети, заявив, что итальянские предприниматели в основном «избалованные дети из богатых семей, они кружат вокруг меня с так называемыми великими идеями, но никогда не приходят к чему-то. У них нет права принимать решения, они просто тратят деньги родителей».

## Спорт
Волейбол
В волейбол Скалия начала играть в 9 лет после 3 лет занятий гимнастикой. До 2004 года она играла в второстепенных играх округа Верона.
Австралийский футбол
В 2009 году начала тренироваться и играть в австралийский футбол и участвовала в международной сборной, сыграв с Италией против Ирландии в товарищеском матче мужского Кубка ЕС 2010 года. Год спустя она создала и присоединилась к Orules,. Архивировано из оригинала 17 июля 2012 года. но была вынуждена прекратить участие из-за повреждения связок колена, полученного в дни волейбола. В 36 лет ей сделали важную операцию, чтобы продолжить спортивную карьеру.
GAA
Представляла Италию в дебютном матче национальной сборной по гэльскому футболу против Франции в Тулузе в ноябре 2014 года. С 2016 года входила в состав женской команды Venetian Lionesses.
Крикет

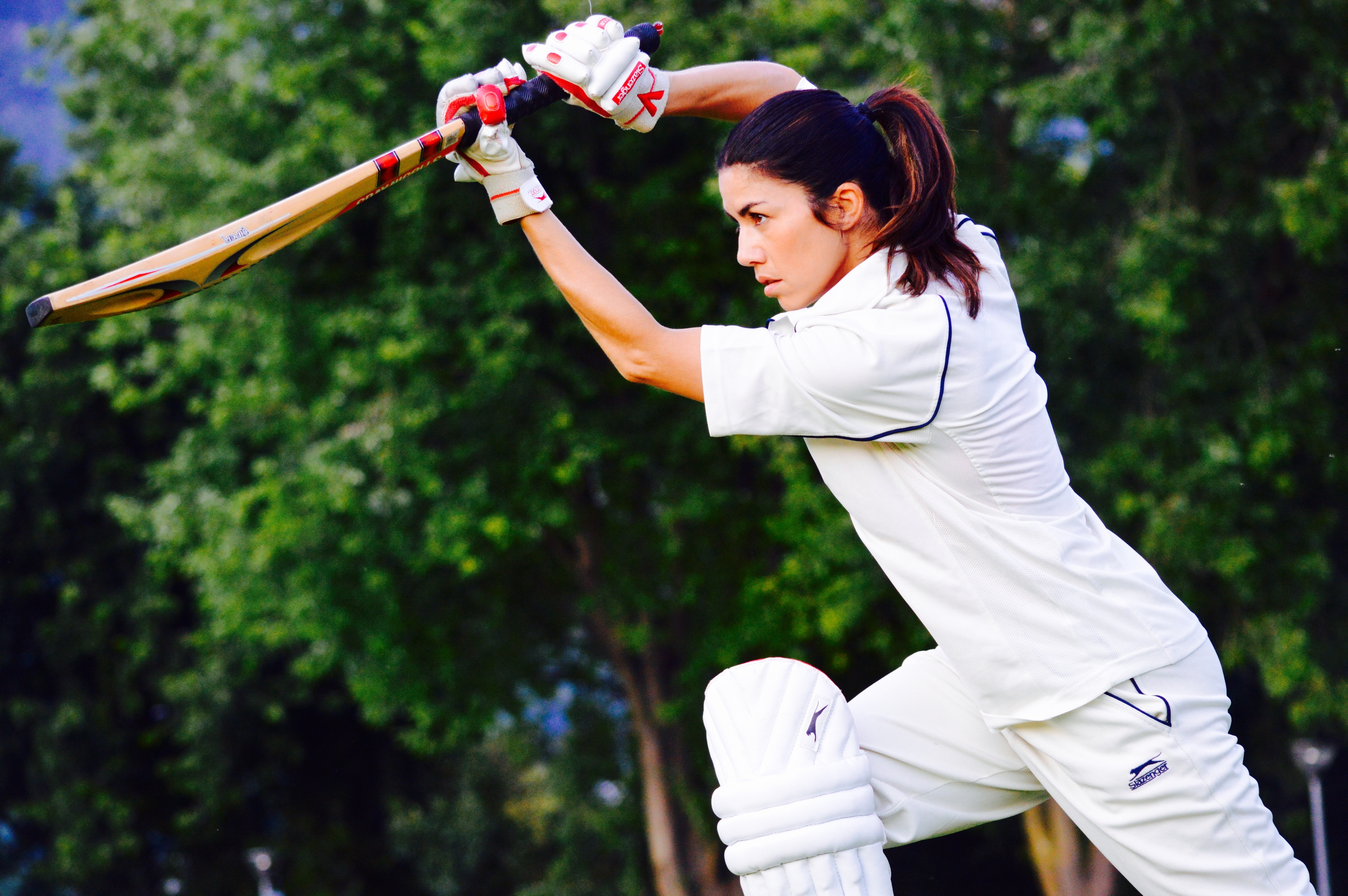
Скалия позирует для сцены крикета (2016)

Начала играть в крикет с Миланом Кингсгроув в 2012 году. В 2015 году Скалия перешла в крикетный клуб Olimpia Casteller, выиграла Кубок Италии и закончила сезон, заняв второе место. В августе 2015 года она представляла Италию в туре по Ирландии и Джерси, где команда выиграла европейский турнир. В 2018 году она выступила в турнире All Stars в Королевском крикетном клубе Брюсселя с MCC Ladies Ambassadors.
Регби
В 2015 году присоединилась к ASD Rugby Casale, дебютировав в итальянской серии А 12 апреля в Турине.
Ещё она играет в хоккей.
Футбол
В июне 2019 года национальное швейцарское телевидение и несколько СМИ сообщили, что Скалия и Трамонтин работают с сентября 2018 года, обучая молодёжный футбольный клуб ФК Лугано технике, частично созданным на заказ, а частично из регби.

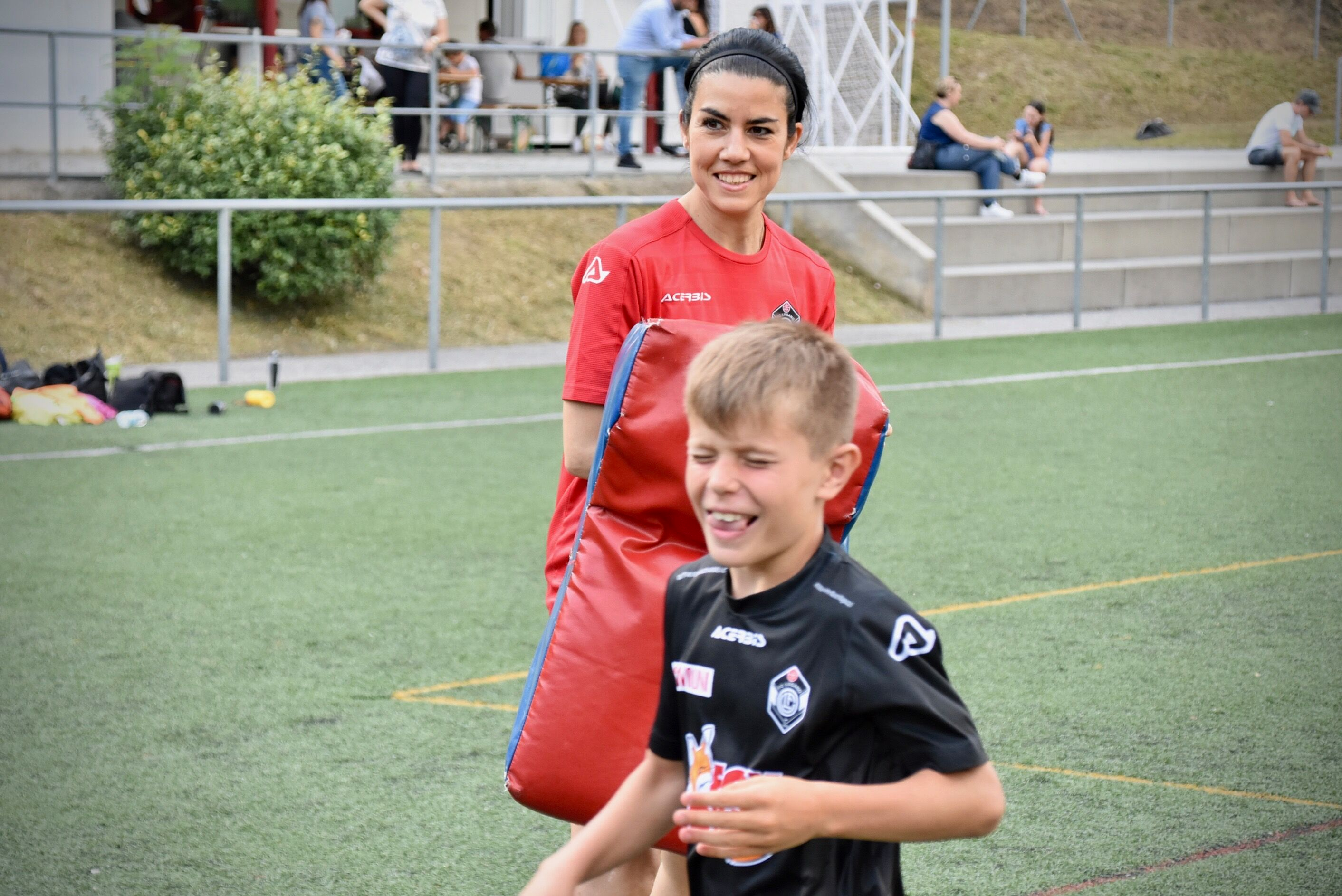
Скалия преподает технику регби в детско-юношеской футбольной группе (2019)

Орулес и другие виды спорта для инвалидов
Скалия помогала своему коллеге Трамонтину в обучении людей с ограниченными физическими возможностями новой формуле полноконтактного овального мяча.
Скалия близка к любым формам командных видов спорта для людей с ограниченными возможностями, как в организации, так и в попытках заниматься самостоятельно.